# Lista medaliaților olimpici la hochei pe gheață

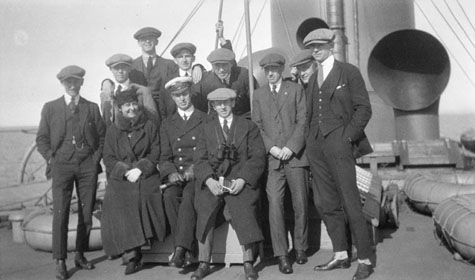
Membrii formației de hochei Winnipeg Falcons, medaliați cu aur, în drum spre Jocurile Olimpice de Vară din 1920.

Lista medaliaților olimpici la hochei pe gheață, cuprinde echipele medaliate cu aur, argint și bronz.

## Masculin
| Olimpiada | Aur | Argint | Bronz |
| --------- | --- | --- | --- |
| 1920      | Canada Robert Benson Walter Byron Frank Fredrickson Chris Fridfinnson Magnus Goodman Haldor Halderson Konrad Johannesson Allan Woodman | Statele Unite ale Americii Raymond Bonney Anthony Conroy Herbert Drury Edward Fitzgerald George Geran Frank Goheen Joseph McCormick Lawrence McCormick Frank Synott Leon Tuck Cyril Weidenborner | Cehia Karel Hartmann Karel Kotrbá Josef Loos Vilém Loos Jan Palouš Jan Peka Karel Pešek Josef Šroubek Otakar Vindyš Karel Wälzer |
| 1924      | Canada Jack Cameron Ernie Collett Albert McCaffery Harold McMunn Duncan Munro Beattie Ramsay Cyril Slater Reginald Smith Harry Watson | Statele Unite ale Americii Clarence John Abel Herbert Drury Alphonse Lacroix John Langley John Lyons Justin McCarthy Willard Rice Irving Small Frank Synott | Regatul Unit William Anderson Lorne Carr-Harris Colin Carruthers Eric Carruthers Guy Clarkson Ross Cuthbert George Holmes Hamilton Jukes Edward Pitblado Blane Sexton |
| 1928      | Canada Charles Delahay Frank Fisher Louis Hudson Norbert Mueller Herbert Plaxton Hugh Plaxton Roger Plaxton John Porter Frank Sullivan Joseph Sullivan Ross Taylor David Trottier | Suedia Carl Abrahamsson Emil Bergman Birger Holmqvist Gustaf Johansson Henry Johansson Nils Johansson Ernst Karlberg Erik Larsson Bertil Linde Sigfrid Öberg Wilhelm Petersén Kurt Sucksdorff | Elveția Giannin Andreossi Mezzi Andreossi Robert Breiter Louis Dufour Charles Fasel Albert Geromini Fritz Kraatz Arnold Martignoni Heini Meng Anton Morosani Luzius Rüedi Richard Torriani |
| 1932      | Canada William Cockburn Clifford Crowley Albert Duncanson George Garbutt Roy Hinkel Victor Lindquist Norman Malloy Walter Monson Kenneth Moore Romeo Rivers Harold Simpson Hugh Sutherland Stanley Wagner Aliston Wise | Statele Unite ale Americii Ty Anderson John Bent John Chase John Cookman Douglas Everett Franklin Farrell Joseph Fitzgerald Edwin Frazier John Garrison Gerald Hallock Robert Livingston Francis Nelson Winthrop Palmer Gordon Smith | Germania Rudi Ball Alfred Heinrich Erich Herker Gustav Jaenecke Werner Korff Walter Leinweber Erich Römer Martin Schröttle Marquardt Slevogt Georg Strobl |
| 1936      | Regatul Unit Alexander Archer James Borland Edgar Brenchley James Chappell John Coward Gordon Dailley John Davey Carl Erhardt James Foster John Kilpatrick Archibald Stinchcombe Robert Wyman | Canada Maxwell Deacon Hugh Farquharson Kenneth Farmer-Horn James Haggarty Walter Kitchen Raymond Milton Francis Moore Herman Murray Arthur Nash David Neville Alexander Sinclair Ralph St. Germain William Thomson | Statele Unite ale Americii John Garrison August Kammer Philip LaBatte John Lax Thomas Moone Eldridge Ross Paul Rowe Francis Shaughnessy Gordon Smith Francis Spain Frank Stubbs |
| 1948      | Canada Murray Dowey Bernard Dunster Jean Gravelle Patrick Guzzo Walter Halder Thomas Hibberd Henri-André Laperrière John Lecompte George Mara Albert Roméo Renaud Reginald Schroeter Irving Taylor | Cehia Vladimír Bouzek Gustav Bubník Jaroslav Drobný Premysl Hajný Zdenek Jarkovský Stanislav Konopásek Bohumil Modrý Miloslav Pokorný Václav Rozinák Miroslav Sláma Karel Stibor Vilibald Štovík Ladislav Troják Josef Trousílek Oldrich Zábrodský Vladimír Zábrodský | Elveția Hans Bänninger Alfred Bieler Heinrich Boller Ferdinand Cattini Hans Cattini Hans Dürst Walter Dürst Emil Handschin Heini Lohrer Werner Lohrer Reto Perl Gebhard Poltera Ulrich Poltera Beat Rüedi Otto Schubiger Richard Torriani Hans Trepp |
| 1952      | Canada George Abel John Davies Billie Dawe Robert Dickson Donald Gauf William Gibson Ralph Hansch Robert Meyers David Miller Eric Paterson Thomas Pollock Alan Purvis Gordon Robertson Louis Secco Francis Sullivan Robert Watt | Statele Unite ale Americii Ruben Bjorkman Leonard Ceglarski Joseph Czarnota Richard Desmond André Gambucci Clifford Harrison Gerald Kilmartin John Mulhern John Noah Arnold Oss Robert Rompre James Sedin Alfred Van Allen Donald Whiston Kenneth Yackel | Suedia Göte Almqvist Åke Andersson Hans Andersson-Tvilling Stig Andersson-Tvilling Lars Björn Göte Blomqvist Thord Flodqvist Erik Johansson Gösta Johansson Rune Johansson Sven Johansson Åke Lassas Holger Nurmela Hans Öberg Lars Pettersson Lars Svensson Sven Thunman |
| 1956      | Uniunea Sovietică Jewgeni Babitsch Wsewolod Bobrow Nikolai Chlystow Alexei Guryschew Juri Krylow Walentin Kusin Alfred Kutschewski Grigori Mkrtytschan Wiktor Nikiforow Juri Pantjuchow Nikolai Putschkow Wiktor Schuwalow Genrich Sidorenkow Nikolai Sologubow Iwan Tregubow Dmitri Ukolow Alexander Uwarow | Statele Unite ale Americii Wendell Anderson Wellington Burtnett Eugene Campbell Gordon Christian Bill Cleary Richard Dougherty Willard Ikola John Matchefts John Mayasich Daniel McKinnon Richard Meredith Weldon Olson John Pettroske Kenneth Purpur Donald Rigazio Richard Rodenheiser Edward Sampson                                                                                  | Canada Denis Brodeur Charles Brooker William Colvin Alfred Horne Arthur Hurst Byrle Klink Paul Knox Kenneth Laufman Howard Lee James Logan Floyd Martin Jack McKenzie Donald Rope George Scholes Gerry Theberge Robert White Keith Woodall |
| 1960      | Statele Unite ale Americii Bill Christian Roger Christian Bill Cleary Bob Cleary Eugene Grazia Paul Johnson John Kirrane John Mayasich Jack McCartan Robert McVey Richard Meredith Weldon Olson Edwyn Owen Rodney Paavola Lawrence Palmer Richard Rodenheiser Tommy Williams | Canada Robert Attersley Maurice Benoit James Connelly Jack Douglas Fred Etcher Robert Forhan Donald Head Harold Hurley Kenneth Laufman Floyd Martin Robert McKnight Cliff Pennington Donald Rope Bobby Rousseau George Samolenko Harry Sinden Darryl Sly | Uniunea Sovietică Weniamin Alexandrow Alexander Almetow Juri Baulin Michail Bytschkow Wladimir Grebennikow Jewgeni Groschew Wiktor Jakuschew Jewgeni Jorkin Nikolai Karpow Alfred Kutschewski Konstantin Loktew Stanislaw Petuchow Wiktor Prjaschnikow Nikolai Putschkow Genrich Sidorenkow Nikolai Sologubow Juri Zizinow                                                   |
| 1964      | Uniunea Sovietică Weniamin Alexandrow Alexander Almetow Witali Dawydow Anatoli Firsow Eduard Iwanow Wiktor Jakuschew Wiktor Konowalenko Wiktor Kuskin Konstantin Loktew Boris Majorow Jewgeni Majorow Stanislaw Petuchow Alexander Ragulin Boris Saizew Oleg Saizew Wjatscheslaw Starschinow Leonid Wolkow | Suedia Anders Andersson Gert Blomé Lennart Häggroth Lennart Johansson Nils Johansson Sven Johansson Lars-Eric Lundvall Eilert Määttä Hans Mild Nils Nilsson Bert-Ola Nordlander Carl-Göran Öberg Uno Öhrlund Ronald Pettersson Ulf Sterner Roland Stoltz Kjell Svensson | Cehia Vlastimil Bubník Josef Černý Jiří Dolana Vladimír Dzurilla Jozef Golonka František Gregor Jiří Holík Jaroslav Jiřík Jan Klapáč Vladimír Nadrchal Rudolf Potsch Stanislav Prýl Ladislav Šmíd Stanislav Sventek František Tikal Miroslav Vlach Jaroslav Walter |
| 1968      | Uniunea Sovietică Weniamin Alexandrow Wiktor Blinow Witali Dawydow Anatoli Firsow Anatoli Ionow Wiktor Konowalenko Wiktor Kuskin Boris Majorow Jewgeni Mischakow Juri Moissejew Wiktor Polupanow Alexander Ragulin Igor Romischewski Oleg Saizew Jewgeni Simin Wiktor Singer Wjatscheslaw Starschinow Wladimir Wikulow                                                                                              | Cehia Josef Černý Vladimír Dzurilla Jozef Golonka Jan Havel Petr Hejma Jiří Holík Josef Horešovský Jan Hrbatý Jaroslav Jiřík Jan Klapáč Jiří Kochta Oldřich Macháč Karel Masopust Vladimír Nadrchal Václav Nedomanský František Pospíšil František Ševčík Jan Suchý | Canada Roger Bourbonnais Kenneth Broderick Raymond Cadieux Paul Conlin Gary Dineen Brian Glennie Ted Hargreaves Francis Huck Larry Johnston Barry MacKenzie Bill MacMillan Stephen Monteith Morris Mott Terrence O’Malley Danny O’Shea Gerry Pinder Herbert Pinder Wayne Stephenson                                                                                          |
| 1972      | Uniunea Sovietică Juri Blinow Waleri Charlamow Witali Dawydow Anatoli Firsow Alexander Jakuschew Wiktor Kuskin Wladimir Lutschenko Alexander Malzew Boris Michailow Jewgeni Mischakow Alexander Paschkow Wladimir Petrow Alexander Ragulin Igor Romischewski Wladimir Schadrin Jewgeni Simin Wladislaw Tretjak Waleri Wassiljew Wladimir Wikulow Gennadi Zygankow                                                   | Statele Unite ale Americii Kevin Ahearn Henry Boucha Charles Brown Keith Christiansen Mike Curran Robbie Ftorek Mark Howe Stuart Irving James McElmury Richard McGlynn Thomas Mellor Ronald Näslund Walter Olds Franklyn Sanders Craig Sarner Peter Sears Timothy Sheehy | Cehia Vladimír Bednar Josef Černý Vladimír Dzurilla Richard Farda Jan Havel Ivan Hlinka Jiří Holeček Jaroslav Holík Jiří Holík Josef Horešovský Jiří Kochta Oldřich Macháč Vladimír Martinec Václav Nedomanský Eduard Novák František Pospíšil Bohuslav Šťastný Rudolf Tajčnar Karel Vohralík                                                                                |
| 1976      | Uniunea Sovietică Boris Alexandrow Sergei Babinow Waleri Charlamow Alexander Gussew Alexander Jakuschew Sergei Kapustin Juri Ljapkin Wladimir Lutschenko Alexander Malzew Boris Michailow Wladimir Petrow Wladimir Schadrin Wiktor Schalimow Wiktor Schluktow Alexander Sidelnikow Wladislaw Tretjak Waleri Wassiljew Gennadi Zygankow                                                                              | Cehia Josef Augusta Jiří Bubla Milan Chalupa Jiří Crha Miroslav Dvořák Bohuslav Ebermann Ivan Hlinka Jiří Holeček Jiří Holík Milan Kajkl Oldřich Macháč Vladimír Martinec Eduard Novák Jiří Novák Milan Nový František Pospíšil Jaroslav Pouzar Bohuslav Šťastný | Germania Klaus Auhuber Ignaz Berndaner Wolfgang Boos Lorenz Funk Martin Hinterstocker Anton Kehle Udo Kießling Walter Köberle Ernst Köpf Erich Kühnhackl Stefan Metz Rainer Philipp Franz Reindl Alois Schloder Rudolf Thanner Josef Völk Ferenc Vozar Erich Weishaupt |
| 1980      | Statele Unite ale Americii Bill Baker Neal Broten Dave Christian Steve Christoff Jim Craig Mike Eruzione John Harrington Steve Janaszak Mark Johnson Robert McClanahan Ken Morrow Jack O’Callahan Mark Pavelich Mike Ramsey Buzz Schneider Dave Silk Eric Strobel Bob Suter Phil Verchota Mark Wells | Uniunea Sovietică Helmuts Balderis Sinetula Biljaletdinow Waleri Charlamow Wjatscheslaw Fetissow Alexander Golikow Wladimir Golikow Alexei Kassatonow Wladimir Krutow Juri Lebedew Sergei Makarow Alexander Malzew Boris Michailow Wladimir Myschkin Wassili Perwuchin Wladimir Petrow Wiktor Schluktow Alexander Skworzow Sergei Starikow Wladislaw Tretjak Waleri Wassiljew            | Suedia Mats Åhlberg Sture Andersson Bo Berglund Håkan Eriksson Jan Eriksson Thomas Eriksson Leif Holmgren Tomas Jonsson Per-Eric Lindbergh William Löfqvist Harald Lückner Bengt Lundholm Per Lundqvist Lars Molin Mats Näslund Lennart Norberg Tommy Samuelsson Dan Söderström Mats Waltin Ulf Weinstock                                                                    |
| 1984      | Uniunea Sovietică Sinetula Biljaletdinow Andrei Chomutow Nikolai Drosdezki Wjatscheslaw Fetissow Alexander Gerassimow Alexei Kassatonow Alexander Koschewnikow Wladimir Kowin Wladimir Krutow Igor Larionow Sergei Makarow Wladimir Myschkin Wassili Perwuchin Sergei Schepelew Alexander Skworzow Sergei Starikow Igor Stelnow Wiktor Tjumenew Wladislaw Tretjak Michail Wassiljew                                 | Cehia Jaroslav Beňák Vladimír Caldr František Černík Milan Chalupa Miloslav Hořava Jiří Hrdina Arnold Kadlec Jaroslav Korbela Jiří Králík Vladimír Kýhos Jiří Lála Igor Liba Vincent Lukáč Dušan Pašek Pavel Richter Vladimír Růžička Dárius Rusnák Jaromír Šindel Radoslav Svoboda Eduard Uvíra                                                                                         | Suedia Thomas Åhlén Per-Erik Eklund Tom Eklund Bo Eriksson Håkan Eriksson Peter Gradin Mats Hessel Peter Hjälm Göran Lindblom Tommy Mörth Leif-Håkan Nordin Jens Öhling Rolf Ridderwall Thomas Rundqvist Tomas Sandström Håkan Södergren Mats Thelin Michael Thelvén Mats Waltin Göte Wälitalo                                                                               |
| 1988      | Uniunea Sovietică Jewgeni Beloscheikin Ilja Bjakin Wjatscheslaw Bykow Andrei Chomutow Wjatscheslaw Fetissow Alexei Gussarow Sergei Jaschin Waleri Kamenski Alexei Kassatonow Alexander Koschewnikow Igor Krawtschuk Wladimir Krutow Igor Larionow Andrei Lomakin Sergei Makarow Alexander Mogilny Sergei Mylnikow Witali Samoilow Anatoli Semjonow Sergei Starikow Igor Stelnow Sergei Swetlow Alexander Tschornych | Finlanda Timo Blomqvist Kari Eloranta Raimo Helminen Iiro Järvi Esa Keskinen Erkki Laine Kari Laitinen Jyrki Lumme Reijo Mikkolainen Jarmo Myllys Teppo Numminen Janne Ojanen Arto Ruotanen Reijo Ruotsalainen Simo Saarinen Kai Suikkanen Timo Susi Jukka Tammi Jari Torkki Pekka Tuomisto Jukka Virtanen                                                                               | Suedia Mikael Andersson Peter Andersson Peter Åslin Jonas Bergqvist Bo Berglund Anders Bergman Tom Eklund Anders Eldebrink Peter Eriksson Thomas Eriksson Michael Hjälm Lars Ivarsson Michael Johansson Lars Karlsson Mats Kihlström Peter Lindmark Lars Molin Jens Öhling Lars-Gunnar Pettersson Thomas Rundqvist Tommy Samuelsson Ulf Sandström Håkan Södergren            |
| 1992      | Rusia Sergei Bautin Igor Boldin Nikolai Borschtschewski Wjatscheslaw Buzajew Wjatscheslaw Bykow Nikolai Chabibulin Juri Chmyljow Andrei Chomutow Jewgeni Dawydow Dmitri Juschkewitsch Darius Kasparaitis Andrei Kowalenko Alexei Kowaljow Igor Krawtschuk Wladimir Malachow Dmitri Mironow Sergei Petrenko Witali Prokorow Alexei Schamnow Alexei Schitnik Michail Schtalenkow Sergei Subow Andrei Trefilow         | Canada Dave Archibald Todd Brost Sean Burke Kevin Dahl Curt Giles Dave Hannan Gordon Hynes Fabian Joseph Joé Juneau Trevor Kidd Patrick Lebeau Chris Lindberg Eric Lindros Kent Manderville Adrien Plavsic Dan Ratushny Sam St. Laurent Brad Schlegel Wally Schreiber Randy Smith Dave Tippett Brian Tutt Jason Woolley                                                                  | Cehia Patrik Augusta Petr Bříza Jaromír Dragan Leo Gudas Miloslav Hořava Petr Hrbek Otakar Janecký Tomáš Jelínek Drahomír Kadlec Kamil Kašťák Robert Lang Igor Liba Ladislav Lubina František Procházka Petr Rosol Bedřich Ščerban Jiří Šlégr Richard Šmehlík Róbert Švehla Oldřich Svoboda Radek Ťoupal Peter Veselovský Richard Žemlička                                   |
| 1994      | Suedia Håkan Algotsson Jonas Bergqvist Charles Berglund Andreas Dackell Christian Due-Boje Niklas Eriksson Peter Forsberg Roger Hansson Roger Johansson Tomas Jonsson Jörgen Jönsson Kenny Jönsson Patrik Juhlin Patric Kjellberg Håkan Loob Mats Näslund Stefan Örnskog Leif Rohlin Daniel Rydmark Tommy Salo Fredrik Stillman Mikael Sundlöv Magnus Svensson                                                      | Canada Mark Astley Adrian Aucoin David Harlock Corey Hirsch Todd Hlushko Greg Johnson Fabian Joseph Paul Kariya Chris Kontos Manny Legace Ken Lovsin Derek Mayer Petr Nedvěd Dwayne Norris Greg Parks Allain Roy Jean-Yves Roy Brian Savage Brad Schlegel Wally Schreiber Chris Therien Todd Warriner Brad Werenka                                                                       | Finlanda Mika Alatalo Erik Hämäläinen Raimo Helminen Timo Jutila Sami Kapanen Esa Keskinen Marko Kiprusoff Saku Koivu Pasi Kuivalainen Janne Laukkanen Tero Lehterä Jere Lehtinen Mikko Mäkelä Jarmo Myllys Mika Nieminen Janne Ojanen Marko Palo Ville Peltonen Pasi Sormunen Mika Strömberg Jukka Tammi Petri Varis Hannu Virta                                            |
| 1998      | Cehia Josef Beránek Jan Čaloun Roman Čechmánek Jiří Dopita Roman Hamrlík Dominik Hašek Milan Hejduk Milan Hnilička Jaromír Jágr František Kučera Robert Lang David Moravec Pavel Patera Libor Procházka Martin Procházka Robert Reichel Martin Ručínský Vladimír Růžička Jiří Šlégr Richard Šmehlík Jaroslav Špaček Martin Straka Petr Svoboda                                                                      | Rusia Pawel Bure Waleri Bure Sergei Fjodorow Sergei Gontschar Alexei Gussarow Alexei Jaschin Dmitri Juschkewitsch Waleri Kamenski Darius Kasparaitis Andrei Kowalenko Igor Krawtschuk Sergei Kriwokrassow Boris Mironow Dmitri Mironow Alexei Morosow Sergei Nemtschinow Alexei Schamnow Oleg Schewzow Alexei Schitnik Michail Schtalenkow Waleri Selepukin German Titow Andrei Trefilow | Finlanda Aki-Petteri Berg Tuomas Grönman Raimo Helminen Sami Kapanen Saku Koivu Jari Kurri Janne Laukkanen Jere Lehtinen Juha Lind Jyrki Lumme Jarmo Myllys Mika Nieminen Janne Niinimaa Teppo Numminen Ville Peltonen Kimmo Rintanen Teemu Selänne Ari Sulander Jukka Tammi Esa Tikkanen Kimmo Timonen Antti Törmänen Juha Ylönen                                           |
| 2002      | Canada Ed Belfour Rob Blake Eric Brewer Martin Brodeur Theoren Fleury Adam Foote Simon Gagné Jarome Iginla Curtis Joseph Ed Jovanovski Paul Kariya Mario Lemieux Eric Lindros Al MacInnis Scott Niedermayer Joe Nieuwendyk Owen Nolan Michael Peca Chris Pronger Joe Sakic Brendan Shanahan Ryan Smyth Steve Yzerman                                                                                                | Statele Unite ale Americii Tony Amonte Tom Barrasso Chris Chelios Adam Deadmarsh Chris Drury Mike Dunham Bill Guerin Phil Housley Brett Hull John LeClair Brian Leetch Aaron Miller Mike Modano Tom Poti Brian Rafalski Mike Richter Jeremy Roenick Brian Rolston Gary Suter Keith Tkachuk Doug Weight Mike York Scott Young                                                             | Rusia Maxim Afinogenow Ilja Brysgalow Pawel Bure Waleri Bure Nikolai Chabibulin Pawel Dazjuk Sergei Fjodorow Sergei Gontschar Alexei Jaschin Darius Kasparaitis Ilja Kowaltschuk Alexei Kowaljow Igor Krawtschuk Oleg Kwascha Igor Larionow Wladimir Malachow Daniil Markow Boris Mironow Andrei Nikolischin Jegor Podomazki Sergei Samsonow Alexei Schamnow Oleg Twerdowski |
| 2006      | Suedia Daniel Alfredsson Per Johan Axelsson Christian Bäckman Peter Forsberg Mika Hannula Niclas Hävelid Tomas Holmström Jörgen Jönsson Kenny Jönsson Niklas Kronwall Nicklas Lidström Stefan Liv Henrik Lundqvist Fredrik Modin Mattias Öhlund Samuel Påhlsson Mikael Samuelsson Daniel Sedin Henrik Sedin Mats Sundin Ronnie Sundin Mikael Tellqvist Daniel Tjärnqvist Henrik Zetterberg                          | Finlanda Niklas Bäckström Aki-Petteri Berg Niklas Hagman Jukka Hentunen Jussi Jokinen Olli Jokinen Niko Kapanen Mikko Koivu Saku Koivu Lasse Kukkonen Antti Laaksonen Jere Lehtinen Toni Lydman Antti-Jussi Niemi Ville Nieminen Antero Niittymäki Fredrik Norrena Petteri Nummelin Teppo Numminen Ville Peltonen Jarkko Ruutu Sami Salo Teemu Selänne Kimmo Timonen                     | Cehia Jan Bulis Petr Čajánek Patrik Eliáš Martin Erat Dominik Hašek Milan Hejduk Aleš Hemský Milan Hnilička Jaromír Jágr František Kaberle Tomáš Kaberle Aleš Kotalík Filip Kuba Pavel Kubina Robert Lang Marek Malík Rostislav Olesz Václav Prospal Martin Ručínský Dušan Salfický Jaroslav Špaček Martin Straka Tomáš Vokoun David Výborný Marek Židlický                  |
| 2010      | Canada Patrice Bergeron Dan Boyle Martin Brodeur Sidney Crosby Drew Doughty Marc-André Fleury Ryan Getzlaf Dany Heatley Jarome Iginla Duncan Keith Roberto Luongo Patrick Marleau Brenden Morrow Rick Nash Scott Niedermayer Corey Perry Chris Pronger Mike Richards Brent Seabrook Eric Staal Joe Thornton Jonathan Toews Shea Weber                                                                               | Statele Unite ale Americii David Backes Dustin Brown Ryan Callahan Chris Drury Tim Gleason Erik Johnson Jack Johnson Patrick Kane Ryan Kesler Phil Kessel Jamie Langenbrunner Ryan Malone Ryan Miller Brooks Orpik Zach Parise Joe Pavelski Jonathan Quick Brian Rafalski Bobby Ryan Paul Šťastný Ryan Suter Tim Thomas Ryan Whitney                                                     | Finlanda Niklas Bäckström Valtteri Filppula Niklas Hagman Jarkko Immonen Olli Jokinen Niko Kapanen Miikka Kiprusoff Mikko Koivu Saku Koivu Lasse Kukkonen Jere Lehtinen Sami Lepistö Toni Lydman Antti Miettinen Antero Niittymäki Janne Niskala Ville Peltonen Joni Pitkänen Jarkko Ruutu Tuomo Ruutu Sami Salo Teemu Selänne Kimmo Timonen                                 |

## Feminin
| Olimpiada | Aur | Argint | Bronz |
| --------- | --- | --- | --- |
| 1998      | Statele Unite ale Americii Chris Bailey Laurie Baker Alana Blahoski Lisa Brown-Miller Karyn Bye Colleen Coyne Sara Decosta Tricia Dunn-Luoma Cammi Granato Katie King Shelley Looney Sue Merz Allison Mleczko Tara Mounsey Vicki Movsessian Jenny Potter Angela Ruggiero Sarah Tueting Gretchen Ulion Sandra Whyte                                     | Canada Jennifer Botterill Thérèse Brisson Cassie Campbell Judy Diduck Nancy Drolet Lori Dupuis Danielle Goyette Geraldine Heaney Jayna Hefford Becky Kellar Katheryn McCormack Karen Nystrom Lesley Reddon Manon Rhéaume Laura Schuler Fiona Smith France St. Louis Vicky Sunohara Hayley Wickenheiser Stacy Wilson                               | Finlanda Sari Fisk Kirsi Hänninen Satu Huotari Marianne Ihalainen Johanna Ikonen Sari Krooks Emma Laaksonen Sanna Lankosaari Marika Lehtimäki Katja Lehto Hanna-Riikka Nieminen Marja-Helena Pälvilä Tuula Puputti Karoliina Rantamäki Tiia-Riitta Reima Katja Riipi Päivi Salo Maria Selin Liisa-Maria Sneck Petra Vaarakallio  |
| 2002      | Canada Dana Antal Kelly Béchard Jennifer Botterill Thérèse Brisson Cassie Campbell Isabelle Chartrand Lori Dupuis Danielle Goyette Geraldine Heaney Jayna Hefford Becky Kellar Caroline Ouellette Cherie Piper Cheryl Pounder Tammy Lee Shewchuk Sami Jo Small Colleen Sostorics Kim St-Pierre Vicky Sunohara Hayley Wickenheiser                      | Statele Unite ale Americii Chris Bailey Laurie Baker Karyn Bye Julie Chu Natalie Darwitz Sara Decosta Tricia Dunn-Luoma Cammi Granato Courtney Kennedy Andrea Kilbourne Katie King Shelley Looney Sue Merz Allison Mleczko Tara Mounsey Jenny Potter Angela Ruggiero Sarah Tueting Lyndsay Wall Krissy Wendell                                    | Suedia Annica Åhlén Lotta Almblad Anna Andersson Gunilla Andersson Emelie Berggren Kristina Bergstrand Ann-Louise Edstrand Joa Elfsberg Erika Holst Nanna Jansson Maria Larsson Ylva Lindberg Ulrica Lindström Kim Martin Josefin Pettersson Maria Rooth Danijela Rundqvist Evelina Samuelsson Therese Sjölander Anna Vikman     |
| 2006      | Canada Meghan Agosta Gillian Apps Jennifer Botterill Cassie Campbell Gillian Ferrari Danielle Goyette Jayna Hefford Becky Kellar Gina Kingsbury Charline Labonté Carla MacLeod Caroline Ouellette Cherie Piper Cheryl Pounder Colleen Sostorics Kim St-Pierre Vicky Sunohara Sarah Vaillancourt Katie Weatherston Hayley Wickenheiser                  | Suedia Cecilia Andersson Gunilla Andersson Jenni Asserholt Ann-Louise Edstrand Joa Elfsberg Emma Eliasson Erika Holst Nanna Jansson Ylva Lindberg Jenny Lindqvist Kristina Lundberg Kim Martin Frida Nevalainen Emilie O’Konor Maria Rooth Danijela Rundqvist Therese Sjölander Katarina Timglas Anna Vikman Pernilla Winberg                     | Statele Unite ale Americii Caitlin Cahow Julie Chu Natalie Darwitz Pam Dreyer Tricia Dunn-Luoma Molly Engstrom Chanda Gunn Jamie Hagerman Kim Insalaco Kathleen Kauth Courtney Kennedy Katie King Kristin King Sarah Parsons Jenny Potter Helen Resor Angela Ruggiero Kelly Stephens Lyndsay Wall Krissy Wendell                 |
| 2010      | Canada Meghan Agosta Gillian Apps Tessa Bonhomme Jennifer Botterill Jayna Hefford Haley Irwin Rebecca Johnston Becky Kellar Gina Kingsbury Charline Labonté Carla MacLeod Meaghan Mikkelson Caroline Ouellette Cherie Piper Marie-Philip Poulin Colleen Sostorics Kim St-Pierre Shannon Szabados Sarah Vaillancourt Catherine Ward Hayley Wickenheiser | Statele Unite ale Americii Kacey Bellamy Caitlin Cahow Lisa Chesson Julie Chu Natalie Darwitz Meghan Duggan Molly Engstrom Hilary Knight Jocelyne Lamoureux Monique Lamoureux Erika Lawler Gigi Marvin Brianne McLaughlin Jenny Potter Angela Ruggiero Molly Schaus Kelli Stack Karen Thatcher Jessie Vetter Kerry Weiland Jinelle Zaugg-Siergiej | Finlanda Anne Helin Jenni Hiirikoski Venla Hovi Michelle Karvinen Mira Kuisma Emma Laaksonen Rosa Lindstedt Terhi Mertanen Heidi Pelttari Mariia Posa Annina Rajahuhta Karoliina Rantamäki Noora Räty Mari Saarinen Saija Sirviö Nina Tikkinen Minnamari Tuominen Saara Tuominen Linda Välimäki Anna Vanhatalo Marjo Voutilainen |